# Otto Höschle
Otto Höschle (* 21. Januar 1952 in Sulz am Neckar; seit 1985 heimatberechtigt in Sarnen) ist ein Schweizer Schriftsteller, literarischer Übersetzer, Theatermacher und ehemaliger Delegierter des Internationalen Komitees vom Roten Kreuz (IKRK) deutscher Herkunft.

## Leben
Otto Höschle zog 1961 mit seiner Familie in die Innerschweiz (Kanton Obwalden). Dort besuchte er die Kollegien Sarnen und Schwyz. Danach studierte er bis 1977 Anglistik und Germanistik an der Universität Freiburg im Üechtland. Am dortigen Studententheater (Theater am Stalden) sammelte er seine ersten Bühnenerfahrungen. In seiner Lizentiatsarbeit befasste er sich mit dem «Bild des Schriftstellers im deutschen Gegenwartsdrama, dargestellt am Beispiel ‹Hölderlin› von Peter Weiss». Nach dem Studium war Höschle Dramaturg, zunächst in einer freien Gruppe in Bern (Studio am Montag), dann von 1981 bis 1983 am Stadttheater Luzern. Danach arbeitete er als freier Regisseur in Luzern, Freiburg im Üechtland und Sachseln. Es folgten Studienaufenthalte in England und Irland sowie Studienreisen in Nordafrika und der Türkei. Von 1987 bis 1991 wirkte Höschle als IKRK-Delegierter in Jordanien, Iran, Libanon, Israel/Palästina, Afghanistan und Saudi-Arabien. Von 1990 bis 1995 studierte er Islamwissenschaft mit Arabistik und Iranistik an der FU Berlin und an der Universität Basel bei Professor Gregor Schoeler. Danach war er bis zu seiner Pensionierung im Sommer 2017 Lehrer für Englisch, Deutsch und Allgemeinbildung.
Seit seiner Jugend ist Höschle als Autor und seit einigen Jahren auch als literarischer Übersetzer aus dem Englischen, Französischen und Persischen tätig. Neben Publikationen in Buchform veröffentlichte er auch Kurzprosa in Anthologien und Zeitschriften, schrieb Theaterstücke und verfasste Textvorlagen für Hörspiele und Gesangswerke. Höschle ist Mitglied bei den Autorinnen und Autoren der Schweiz (AdS) und im Innerschweizer Schriftstellerinnen- und Schriftstellerverein (ISSV).
Seit 1994 ist Höschle mit der Lehrerin und Übersetzerin Jelena Höschle-Nikiforova verheiratet und wohnt in Therwil.

## Werke

### Romane
- Selima, Roman. Verlag Pro Libro, Luzern 2011, ISBN 978-3-905927-19-1
- Glutland, Roman. Verlag Pro Libro, Luzern 2012, ISBN 978-3-905927-26-9
- Geistertrio. IL-Verlag, Basel 2014, ISBN 978-3-906240-05-3

### Lyrik
- Die Lunte brennt.  Gedichte, Arche Verlag, Zürich 1984, ISBN 3-7160-5010-5
- Schlüsseljahre, Künstlertreff 13, Sarnen 1985 (mit zwei anderen Autoren)
- Stadtrundgang. 30 lyrische-satirische Miniaturen, Wallimann-Verlag, Alpnach 1992, ISBN 3-9520271-1-1 / ISBN 978-3-9520271-1-0
- Ranft. 18 poetische Betrachtungen zu Bruder Klaus.  IL-Verlag, Basel 2016, ISBN 978-3-906240-43-5

### Kinderbuch
- Merglprech vom Berg Witschmont.  Illustriert von Klaus Zumbühl. Wellenberg-Komitee, Stans 1997, ISBN 3-9521461-0-2 / ISBN 978-3-9521461-0-1

### Hörspiele
- 1978: Heimkehr. Regie: Andreas Weber-Schäfer. Science-Fiction-Hörspiel. Süddeutscher Rundfunk
- 1982: Hören Sie mich? Hörspiel-Monolog, Radio Bern (französische Fassung 1983 Ecoûtez, vous m'entendez?, Radio Lausanne)
- 1997: Xaver Z’Gilgen. Frei nach Carl Spitteler. Regie: Fritz Zaugg. Schweizer Radio DRS[3]
- 1997: D’Flinte id Hand und z’Bärg. Dialekt-Hörspiel. Regie: Fritz Zaugg. Schweizer Radio DRS
- 1998: Nansen. Schweizer Radio DRS
- Die Dumme Frage. 30 Kindergeschichten, Schweizer Radio DRS
- 1999: Uf de Pirsch. 25 Kinderhörspiele, Schweizer Radio DRS
- 2003–2004: 3 Kurzkrimis (Schreckmümpfeli, Schweizer Radio DRS): Schönes Prättigau (2004; Regie: Isabel Schaerer), Die Sammlung (2003; Regie: Isabel Schaerer), Pratolini (2004; Regie: Margret Nonhoff)

### Theaterstücke
- Oben und Unten. Einakter, Theater am Stalden, Fribourg 1973
- Herrn Schwärzlins Beruf. Theater am Stalden, Fribourg 1976
- Die Zauberinsel. Märchenstück nach Motiven der Brüder Grimm, Stadttheater Luzern 1985
- Uufschwung. Dialektstück, Breuninger-Verlag, Aarau 1998
- Climenens Makel. Einakter in Alexandrinern, Stadttheater Luzern 2000

### Übersetzungen
- Oscar Wilde: Die Sphinx. 35 Gedichte. IL-Verlag, Basel 2015, ISBN 978-3-906240-29-9
- Molière: Tartuffe (Reimübersetzung). UA Theatergruppe Oberwil 2017
- Rumi: Masnawi. Gesamtausgabe in zwei Bänden (Blankvers-Übersetzung). Chalice Verlag, Xanten 2020 und 2022, ISBN 978-3-942914-51-2 (Bd. 1) und ISBN 978-3-942914-52-9 (Bd. 2)
- Farid ad-Din Attar: Vogelgespräche. Erste vollständige Versübersetzung des Mantiq at-tair. Chalice Verlag, Xanten 2022, ISBN 978-3-942914-58-1
- Rumi: Spirituelle Liebesgedichte. Zweihundert Ghasele aus dem Diwan-e Schams-e-Tabrizi. Chalice Verlag, Xanten 2023, ISBN 978-3942914-62-8

### Vertonungen
- Bestiarium, vertont von John Wolf Brennan, CC, Swiss-Pan 510 046

## Auszeichnungen
- 1998: Prix Suisse (für Nansen)
- 1999: Basler Hörspielpreis (Anerkennungspreis für das Kurzhörspiel S’Drakodil)[4]